# Rovensko pod Troskami
Rovensko pod Troskami (in tedesco Rowensko bei Turnau) è una città della Repubblica Ceca facente parte del distretto di Semily, nella regione di Liberec.

## Monumenti e luoghi d'interesse
- Chiesa di San Venceslao